# Капилляроскопия
Капилляроскопия (от лат. capillaris — волосяной и др.-греч. σκοπέω — смотрю) — это неинвазивный метод исследования капилляров мягких тканей. На основании состояния капилляров делаются выводы о микроциркуляции человека.

## История капилляроскопии
Одновременно, с физиологическими исследованиями А.Крога в Дании, фундаментальным клиническим исследованием капилляров стала заниматься группа немецких исследователей, под руководством доктора медицины Отфреда Мюллера в г. Тюбингене. Идея применения монокулярного и бинокулярного микроскопов для оценки состояния капилляров принадлежит непосредственно О. Мюллеру, а конструкция и техническая часть методики — его сотрудникам Е. Вейссу, Ганфланду, Никау и В. Парризиусу, 1921. Результатом этой работы явилась детальная разработка методики капилляроскопии и введение её в число клинических методов исследования, что было отражено в 1922 г., в опубликованном Миллером капитальном труде «Die kapillaren der menschlichen Körperoberfläche in gesunden und kranken Tagen».
Наблюдая сходство капилляроскопических картин при вазоневрозе, болезни Рейно, эритромелалгии, акроцианозе, при заболеваниях почек и др. О. Мюллер пришёл к выводу о существовании наследственно обусловленного «вазоневротического диатеза», лежащего в основе многих заболеваний. Согласно данным указанных авторов, эти изменения характеризуются спастико-атоническим синдромом и повышением проницаемости капилляров, предсуществующим изменением их строения и функции. Это привело к возникновению концепции «генотипического понимания капиллярных структур», которая известна также под термином «Схема морфогенеза капилляров». Авторы этой теории — Вальтер Йенш, Вильгельм Витнебен, Т. Гопфнер (1926—1930) на основании чисто морфологических признаков приравнивали недоразвитые капилляры новорождённых к патологически изменённым капиллярам психических больных, считая, что изменения формы капилляров являются врождённым дефектом, приводящим к нарушению психики. Соответственно этому изменения формы капилляров рассматривались как показатель умственной недоразвитости человека («архикапиллярное слабоумие»)
Концепция В. Йенша, оформившаяся в 1926—1930 гг., нашла многочисленных сторонников не только среди психиатров, но и среди врачей других специальностей. Почти во всех зарубежных работах, посвящённых анализу капилляроскопических исследований, применяется терминология, предложенная В. Йеншем — Т. Гопфнером (1926—1930). Принципы теории В. Йенша легли в основу многих зарубежных работ, авторы которых на основании капилляроскопической картины пытались обосновать наследственно-конституциональную диагностику таких заболеваний, как мигрень, невроз, нейроциркуляторная астения, эпилепсия, шизофрения, маниакально-депрессивный психоз, слабоумие.
В 1929 г. Ф. Повдермакер предложила широкие профилактические осмотры школьников с целью выявления лиц с недоразвитыми капиллярами. Детей, у которых обнаружены такие капилляры, независимо от наличия или отсутствия клинических признаков психического недоразвития, она предлагает воспитывать в специальных школах. А уже в послевоенные годы её взгляды нашли своё отражение в работах американского психиатра А. Гауптманна, который рекомендовал проводить аналогичные осмотры с аналогичными целями у военнослужащих американской армии.
В проводимых указанными авторами, исследованиях полностью игнорировался физиологический анализ причин, вызывающих те или иные изменения капилляров. Капилляры изучались вне оценки состояния центральной и периферической гемодинамики, вне основного комплекса объективных и инструментальных методов диагностики состояния сосудистой системы.

## Капилляроскопия в XXI веке
В последнее время[когда?] капилляроскопия приобрела качественно новое значение. Последние разработки в этой области привели к модификации стандартных капилляроскопов, что дало возможность получать более широкую информацию о капиллярах пациента и даже преобразовывать её в графики и диаграммы. Кроме того, капилляроскопия может использоваться в качестве медико-аналитического метода, что делает её особенно интересной для исследовательской медицины. Например, благодаря появлению такого прибора, как капилляроспектрометр, уже можно неинвазивно в режиме реального времени определять параметры крови.